# Dijkhuizen (borg)

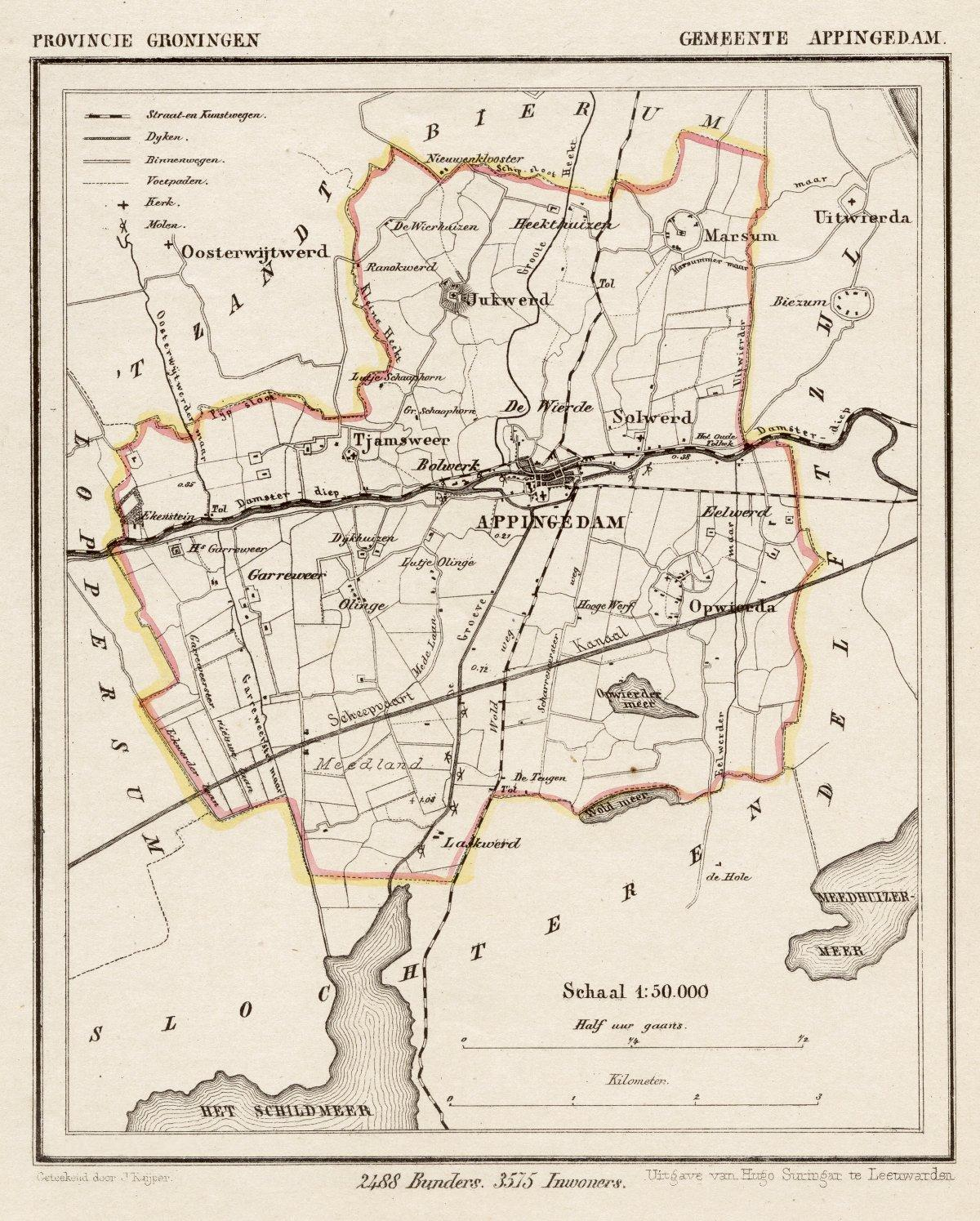
Dijkhuizen wordt nog aangegeven op deze kaart van de gemeente Appingedam uit ca. 1865; de borg bestond toen al niet meer.

Dijkhuizen was een borg in de Nederlandse provincie Groningen. Hij stond aan de zuidzijde van het Damsterdiep, ter hoogte van het dorp Tjamsweer, direct ten westen van Appingedam. De borg is vooral bekend geworden omdat deze een tijdlang bewoond is geweest door de machtige partijleider Focko Ukena uit Neermoor, die tevergeefs probeerde Groningen en Oostfriesland in één staatsverband te verenigen.

## Geschiedenis
Van de vroegere geschiedenis van Dijkhuizen is weinig bekend. De borg wordt voor het eerst genoemd als eigendom van Hiddeke van Wijtwerd, de dochter van hoofdeling Sjabbe van Garreweer en de erfdochter Ulske van Oosterwijtwerd. Zij trad in 1411 met Focko Ukena in het huwelijk. 
De borg werd in de strijd tussen Focko en de stad Groningen door de Groningers veroverd en geheel verwoest. Aangenomen wordt dat de borg daarna weer is opgebouwd, want Ukena is er gestorven.
Na de dood van Ukena komt de borg in handen van zijn dochters. In een volgende generatie vererfde hij aan een lid van het adellijke geslacht Ripperda. Dijkhuizen blijkt echter ook voor die familie geen rustig bezit. Aan het eind van de vijftiende eeuw is de borg wederom strijdtoneel van de strijd tussen Groningen en een hoofdeling uit Oost-Friesland, de inmiddels tot graaf opgeklommen Edzard Cirksena. Edzard heeft Dijkhuizen ingenomen, de troepen van de stad weten uiteindelijk in 1503 de borg te heroveren en breken deze dan tot de grond toe af. In hoeverre de borg daarna weer is opgebouwd is onbekend. In de achttiende eeuw is nog wel geprocedeerd over de restanten, maar van latere bewoners is geen sprake.
Telgen van het geslacht Ripperda noemden zich nog enkele eeuwen lang "heren van Dijkhuizen". Baron Friedrich Nicolaus von Ripperda zu Ellerburg verkocht in 1737 het land waarop de ruine staat aan zijn achternicht Margaretha Elisabeth barones Ripperda, vrouwe van Oosterwijtwerd, waarna deze is afgebroken en de fundamenten zijn uitgegraven. In 1738 zijn dus de laatste resten van Dijkhuizen verdwenen.
Ter plaatse is nog een flauw restant van de voormalige gracht bewaard gebleven. De weg langs het Damsterdiep heet nog steeds de Dijkhuizenweg.